# Gabriela Pérez Paredes
Gabriela Pérez Paredes (Rengo, 10 de enero de 1938-9 de noviembre de 2022) fue una abogada y jueza chilena. Fue ministra de la Corte Suprema de Chile, siendo la tercera mujer en desempeñar ese cargo.

## Estudios
Estudió en el Liceo N°3 de Niñas de Santiago, y luego ingresó a la Facultad de Derecho de la Universidad de Chile. Se tituló como abogada en 1964.

## Carrera judicial
En 1966 ingresó al Poder Judicial como secretaria del Juzgado de Letras de Rengo, y llegó a ser jueza del mismo tribunal. Ingresó a la Corte de Apelaciones de Rancagua como relatora suplente en 1969. Se desempeñó como jueza del Juzgado de Letras de San Vicente de Tagua Tagua desde 1972 y como jueza titular del Juzgado de Letras de Rengo desde agosto de 1974.
En 1976 fue nombrada relatora suplente de la Corte de Apelaciones de Santiago y en agosto de 1977 fue nombrada titular en el puesto. Desde 1982 ejerció como relatora interina de la Corte Suprema de Chile y asumió como titular en 1985. Cuatro años después, el 6 de julio de 1989, dejó el cargo para desempeñarse como ministra de la Corte de Apelaciones de Santiago. Fue presidenta de dicha corte en 2006.
En 2007 fue nominada por la presidenta Michelle Bachelet como ministra de la Corte Suprema, para llenar la vacante dejada por la ministra María Antonia Morales, cargo que asumió el 15 de mayo de ese año. Cesó como ministra en enero de 2013, al cumplir 75 años, edad de retiro del Poder Judicial. Falleció el 9 de noviembre de 2022, a la edad de 84 años.